# Bagsværd (parochie)
Bagsværd is een parochie van de Deense Volkskerk in de Deense gemeente Gladsaxe. De parochie maakt deel uit van het bisdom Helsingør en telt 7047 kerkleden op een bevolking van 9825 (2004).